# Monanthes isabellae
Monanthes isabellae är en fetbladsväxtart. Monanthes isabellae ingår i släktet Monanthes och familjen fetbladsväxter.

## Underarter
Arten delas in i följande underarter:
- M. i. gomerensis
- M. i. isabellae